# فروست تک‌نگاشت‌ها

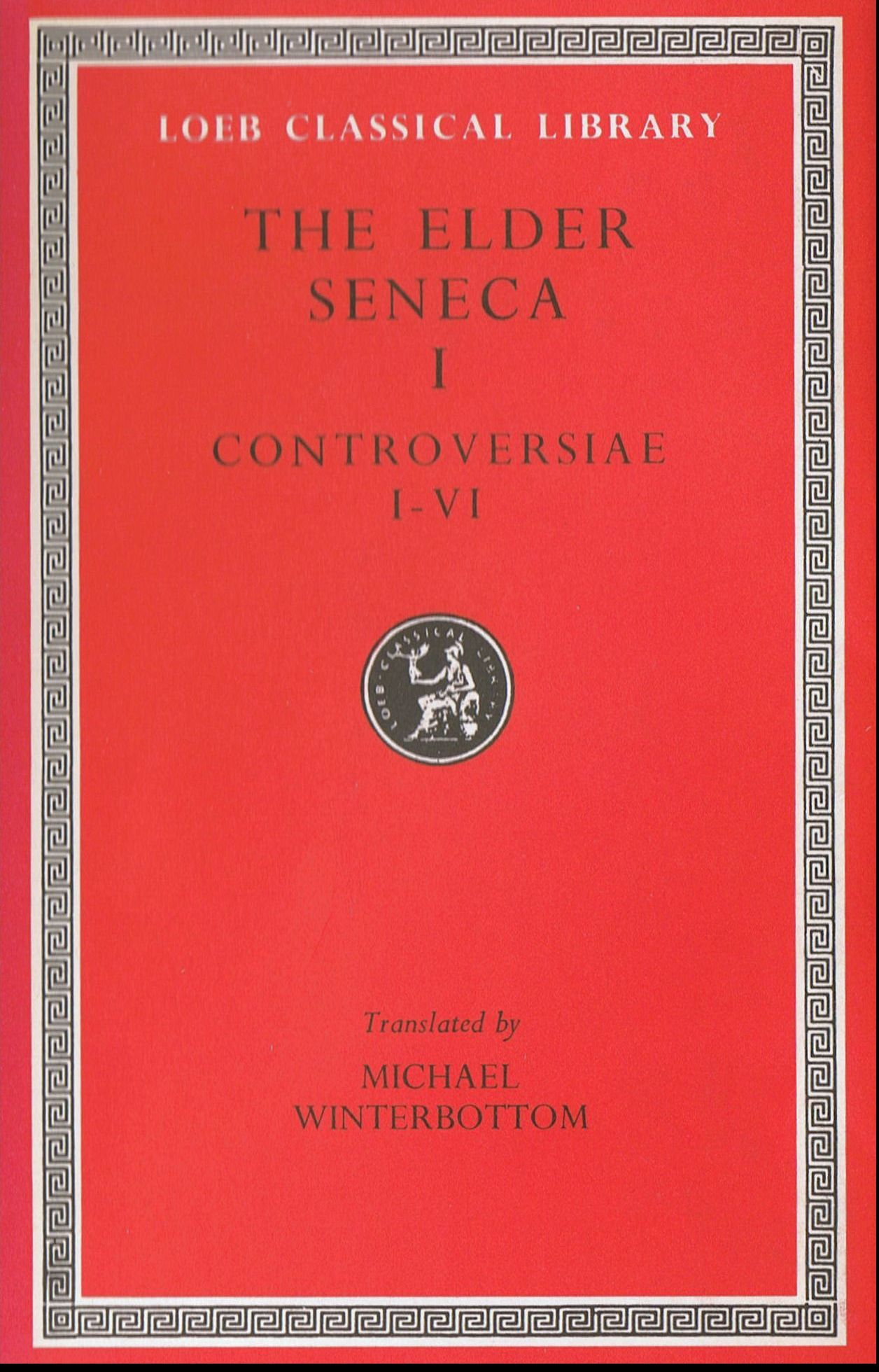
یک جلد تک‌نگاشت در کتابخانه کلاسیک لوئب

معنای لغوی تک‌نگاشت تک‌نوشته است، ولی غالباً به معنی کتاب به‌کار می‌رود. تک‌نگاشت در اصطلاح کتابداری، هرگونه مطلب چاپی است که به عنوان یک فقره اثر تئصیف و شناسایی شود و در قفسه جای بگیرد.فروست تک‌نگاشتی به سلسه آثاری گفته می‌شود که تحت عنوان یک فروست منتشر می‌شوند، ولی هر جلد عنوان خاص خود را دارد.
فروست تک‌نگاشت‌ها سلسله آثار تک‌نگاشته‌ای که با یک سبک خاص تحت یک عنوان به وسیله آکادمی، انجمن، مؤسسه آموزشی یا یک مؤسسه منتشر می‌شود. اطلاعات کتابشناختی تک‌نگاشته‌های یک مجموعه ممکن است متفاوت باشد ولی به هر حال از نظر موضوعی همه از نوعی پیوستگی برخوردارند.